# Elvira Cristi
Elvira Teresa Cristi Bueno (Pedro Aguirre Cerda, Santiago, 26 de noviembre de 1976) es una actriz chilena.

## Carrera
Comenzó su carrera a los 13 años haciendo comerciales para la televisión.
Elvira Cristi obtuvo el título de “Miss Rostro” de la revista Miss 17 en su versión de 1994. Por entonces, Cristi contaba 18 años, estudiaba en el Liceo Abdón Cifuentes de Santiago egresando como secretaria. Asimismo, tuvo unas apariciones en el programa de televisión Mekano de Mega. A la edad de 24 años, es contratada por una agencia de publicidad en México.
Entre 2004 y 2006, participó en las teleseries juveniles de Mega. Ahí fue vista por el director Herval Abreu, quien la convocó para el elenco de Lola de Canal 13. De ahí en más, ha actuado en varias producciones de ficción chilenas.
En 2015 lanzó una colección de zapatos para Dafiti.
Fue pareja, durante 8 años, de Álvaro España, vocalista de la Banda Punk Fiskales Ad-Hok
A comienzos de la década del 2000, Cristi se volvió vegetariana y dos años más tarde, vegana. Sin embargo, abandonó esta práctica en 2015 y actualmente es flexitariana.
Desde 2017 es conductora del programa radial Conectados, que se emite de lunes a viernes en FM Dos.

## Filmografía
| Película | Película                     | Película          | Película        |
| Año      | Película                     | Rol               | Director        |
| -------- | ---------------------------- | ----------------- | --------------- |
| 1998     | El abrazo                    |                   |                 |
| 2016     | Una historia de in-felicidad | Constanza         | Gabriel Hidalgo |
| 2016     | Madre                        | Vendedora de aros | Aaron Burns     |
| 2022     | Un like de navidad           |                   | Boris Quercia   |

## Televisión
| Año       | Título               | Personaje          | Rol | Ref.  |
| --------- | -------------------- | ------------------ | --- | ----- |
| 2007-2008 | Lola                 | Victoria Núñez     |     | [ 5 ] |
| 2009      | Corazón rebelde      | Gloria Soto        |     |       |
| 2010      | Primera dama         | Rafaella Fonseca   |     |       |
| 2010      | 40 y tantos          | Consuelo Solar     |     |       |
| 2011      | Esperanza            | Bernardita Guzmán  |     |       |
| 2012      | Soltera otra vez     | Loretta Buzzio     |     |       |
| 2012      | Reserva de familia   | Pascal Correa      |     |       |
| 2013      | Graduados            | Verónica Sarmiento |     | [ 6 ] |
| 2014      | Chipe libre          | Bárbara Andrade    |     |       |
| 2016      | Preciosas            | Florencia Márquez  |     |       |
| 2019      | Gemelas              | Andrea Lombardi    |     | [ 7 ] |
| 2023      | Dime con quién andas | Mónica Thompson    |     |       |

| Año  | Título                               | Personaje                | Ref. |
| ---- | ------------------------------------ | ------------------------ | ---- |
| 2004 | Don Floro                            | Cristina Díaz            |      |
| 2004 | Xfea2                                | Catalina Briones         |      |
| 2005 | Mitú                                 | Gabriela Román           |      |
| 2005 | Es cool                              | Alfonsina Chamorro       |      |
| 2006 | Porky te amo                         | Pascuala                 |      |
| 2006 | Casado con hijos                     |                          |      |
| 2011 | Infieles                             | Lucía                    |      |
| 2012 | El diario secreto de una profesional | Lisa                     |      |
| 2014 | Los archivos del cardenal            | Estela Rossi             |      |
| 2014 | El hombre de tu vida                 | Carolina                 |      |
| 2016 | Hola, Sandra (webserie)              | Vendedora de propiedades |      |
| 2019 | Tira                                 | Viuda                    |      |

### Programas
- Cocktel - Modelo
- Motín a bordo - Modelo
- Sal y pimineta - Modelo
- Contigo en verano - Modelo
- Festival de Viña - Bailarina obertura
- Pasiones - Recreaciones
- Cocineros Chilenos - Panelista

## Publicidad
- Negrita de Nestlé (1993)

## Doblajes
- Princesas del mar (2008) como Señorita Marcia.